# Cladonia mediterranea
Espèce
Cladonia mediterranea est une espèce de lichens terrestres de l'ordre des Lecanorales.

## Synonymes
Selon Catalogue of Life (2 décembre 2017) :
- Cladina mediterranea  (P.A.Duvign. & Abbayes) Follmann & Hern.-Padr., 1978